# Варваровка (Кропивницкий район)
Варва́ровка (укр. Варварівка) — село в Гуровской сельской общине Кропивницкого района Кировоградской области Украины.
До 2020 года входило в Долинский район
Население по переписи 2001 года составляло 959 человек. Почтовый индекс — 28510. Телефонный код — 5234. Занимает площадь 8,175 км². Код КОАТУУ — 3521981301.